# Mahmud Jaldi
Mahmud Jaldi –en árabe, محمود الخالدي– (nacido el 6 de diciembre de 1985) es un deportista tunecino que compitió en atletismo adaptado. Ganó dos medallas en los Juegos Paralímpicos de Verano, bronce en Pekín 2008 y oro en Londres 2012.

## Palmarés internacional
| Juegos Paralímpicos | Juegos Paralímpicos   | Juegos Paralímpicos | Juegos Paralímpicos |
| Año                 | Lugar                 | Medalla             | Prueba              |
| ------------------- | --------------------- | ------------------- | ------------------- |
| 2008                | Pekín (China)         | Medalla de bronce   | Pentatlón P12       |
| 2012                | Londres (Reino Unido) | Medalla de oro      | 400 m T12           |